# Eristalis pacifica
Eristalis pacifica är en tvåvingeart som beskrevs av Violovitsh 1977. Eristalis pacifica ingår i släktet slamflugor, och familjen blomflugor. Inga underarter finns listade i Catalogue of Life.